# Izrael Najara
Izrael ben Mojżesz Najara (hebr. ישראל נג'ארה) (ur. 1555 w Safedzie, zm. 1628 w Gazie) – rabin, kabalista, czynny na przełomie XVI i XVII wieku w Palestynie i Syrii. Znany jako poeta i kaznodzieja.

## Życiorys
Izrael Najara urodził się w 1555 roku w Safedzie, w Palestynie będącej wówczas częścią Imperium Osmańskiego. Jego rodzice byli Żydami pochodzącymi z miasta Nájera, od którego wywodziło się ich nazwisko rodowe, lecz na mocy edyktu z Alhambry zostali wygnani z Hiszpanii. Studiował Talmud razem ze swoim ojcem. Był pod dużym wpływem kabały luriańskiej. Jako młody mężczyzna wyjechał do Damaszku, gdzie objął funkcję rabina społeczności Żydów hiszpańskich. Następnie powrócił do Safedu, gdzie się ożenił. Jego żona i córka zachorowały i obie zmarły. Wyjechał wówczas ponownie do Damaszku, gdzie po raz drugi się ożenił (mieli troje dzieci). Potem przeniósł się do Gazy, gdzie został na stałe. Zmarł w 1628 roku i został pochowany na cmentarzu żydowskim w Gazie.

## Publikacje
Najbardziej znany był jako poeta. W jego poezji widoczne są wpływy społeczności żydowskich z Bałkanów, Indii i Bliskiego Wschodu. Starał się łączyć tematy duchowe z lokalną problematyką codziennego życia. Rabin Izrael wykorzystywał przy tym ludowe piosenki i melodie, zastępując ich tekst słowami hebrajskimi skierowanymi do Boga. Powstawały w ten sposób hymny, które prawdopodobnie były pierwszą hebrajską poezją śpiewaną. Pisał pijuty, pizmonim, selihot i pieśni dirge. Jednym z jego pierwszych opublikowanych dzieł, był wydany w 1587 roku w Safedzie poemat „Mesacheket ha-Tebel”. Po śmierci wydano: w 1718 roku w Amsterdamie „Szochate ha-Jeladim”, w 1794 roku hymn „Ketubbat Izrael” i w 1858 roku w Wiedniu zbiór hymnów „Pizmonim”. Nieopublikowane zostały wiersze „Sze'eret Izrael”, komentarz do Tory „Ma'arkot Izrael”, kazania „Mikwa Izrael” oraz komentarze „Piz'e Oheb”.